# Авраменко Галина Геннадіївна
Авраменко Галина Геннадіївна (нар.. 13 травня 1986 року, Чернігів) — українська стрільчиня та тренерка, членкиня національної збірної команди України, Заслужений майстер спорту України, багаторазова чемпіонка та призерка чемпіонатів світу і Європи з кульової стрільби, рекордсменка України.

## Біографія
Батько: Авраменко Геннадій Вікторович — Заслужений тренер України, почесний працівник фізичної культури та спорту України, старший тренер збірної команди України з кульової стрільби. Мати: Назаренко Галина Нінелівна — Заслужений тренер України з кульової стрільби.
Закінчила Чернігівський ліцей № 22, навчалася в Національному університеті «Чернігівський колегіум» імені Т. Г. Шевченка

## Спортивна кар'єра
Вид спорту: стрілецький, категорія «кульова стрільба», стрільба по рухомих мішенях.
Персональне знаряддя: пневматична зброя (гвинтівка «Walther»).
Вправи, що виконуються під час змагань:
- ГП-11. Стрільба по рухомій мішені; 40 пострілів (20+20); повільний і швидкий рух;
- ГП-11а. Стрільба по рухомій мішені; 40 пострілів (20+20); повільний і швидкий рух в змішаній послідовності.

Вихованка Чернігівської обласної школи вищої спортивної майстерності, представниця спортивного товариства «Динамо», з 13-ти років почала брати участь у змаганнях із кульової стрільби.

### Досягнення
- 2001 — дворазова переможниця чемпіонату Європи (Понтеведра, Іспанія)
- 2002 — триразова чемпіонка і срібна призерка чемпіонату Європи (Салоніки, Греція), срібна та бронзова призерка чемпіонату Світу (Лахті, Фінляндія). Уперше встановила світовий рекорд
- 2003 — дворазова срібна та бронзова призерка чемпіонату Європи (Гетеборг, Швеція)
- 2004 — триразова чемпіонка і срібна призерка чемпіонату Європи (Дьєр, Угорщина);
- 2005 — триразова чемпіонка і срібна призерка чемпіонату Європи (Таллінн, Естонія)
- 2006 — чемпіонка та дворазова срібна призерка чемпіонату Світу (Загреб, Хорватія), триразова срібна призерка чемпіонату Європи (Москва, Росія); перша командна перемога
- 2007 — срібна та бронзова призерка чемпіонату Європи (Девіль, Франція)
- 2008 — дворазова чемпіонка Світу (Пльзень, Чехія), триразова чемпіонка і срібна призерка чемпіонату Європи (Цюрих, Швейцарія)
- 2009 — дворазова чемпіонка, срібна та бронзова призерка чемпіонату Європи (Прага, Чехія), дворазова чемпіонка і срібна призерка чемпіонату Світу (Пльзень, Чехія)
- 2010 — дворазова бронзова призерка чемпіонату Світу (Мюнхен, Німеччина)
- 2011, травень — бронзова призерка чемпіонату України (Львів)
- 2012, лютий — повний комплект нагород на чемпіонаті Європи (Вієрумяки, Фінляндія), червень — бронзова призерка чемпіонату Світу (Стокгольм, Швеція)
- 2013, лютий — дві золоті нагороди в особовому заліку на відкритому чемпіонаті України, встановила новий рекорд України (395 очок); березень — дві золоті нагороди, підтвердила клас найкращого стрілка Європи по руховій мішені; жовтень — золота призерка чемпіонату України (Львів)
- 2014, березень — срібна та бронзова призерка чемпіонату Європи (Москва, Росія)
- 2015, жовтень — золота призерка на відкритому чемпіонаті України з кульової стрільби у вправах з пневматичної зброї, який проходив у спортивно-стрілецькому комплексі навчально-спортивної бази літніх видів спорту Міністерства оборони України (Львів)
- 2016 — 1 золота нагорода, 2 срібних, 2 бронзових нагороди на чемпіонатах Світу; 2 золотих і 2 срібних нагороди на чемпіонатах Європи
- 2017, березень — дворазова золота призерка чемпіонату Європи (Марибор, Словенія); жовтень — золота призерка України (Хмельницький). Своїм результатом (381 очко) Авраменко Галина перевищила норматив Майстра спорту України міжнародного класу
- 2018, 9 вересня — бронзова призерка Чемпіонаті світу зі спортивної стрільби (Чханвон, Південна Корея)[3].
- 2020, лютий — золота призерка чемпіонату Європи з кульової стрільби (Вроцлав, Польща)

## Спортивно-масова діяльність
Сьогодні Галина Авраменко — працівниця спортивної команди Спортивного комітету Державної прикордонної служби України.
Як спортсменка продовжує гідно представляти нашу державу на міжнародній спортивній арені.
Як тренерка продовжує справу своєї матері, Заслуженого тренера України з кульової стрільби Назаренко Галини Нінелівни.